# Bob-Europameisterschaft 1998
Die Bob-Europameisterschaft 1998 wurde am  17. und 18. Januar 1998 im österreichischen Igls auf der dortigen Olympia-Bobbahn für den Zweier- und Viererbob der Männer ausgetragen. Diese EM wurde im Rahmen des vierten von sechs Weltcup-Saisonrennen der Männer ausgetragen.

## Zweierbob Männer
Nach seinem Weltmeistertitel im vergangenen Jahr gelang dem Schweizer Reto Götschi mit Anschieber Guido Acklin sein erster EM-Titel. Bereits im ersten Lauf konnten sich die Eidgenossen mit Bestzeit von den Verfolgern, angeführt von Christoph Langen etwas absetzen. Im zweiten Lauf steigerte sich Götschi nochmals und fuhr so mit über vier Zehnteln Vorsprung vor dem Bob von Christoph Langen zum Sieg. Vizeweltmeister und Titelverteidiger  Günther Huber entriss dem vorher drittplatzierten Bob von Sepp Dostthaler mit der zweitbesten Laufzeit im zweiten Lauf mit sechs Hundertstel Vorsprung noch die Bronzemedaille.
| Rang | Bob                                              | Lauf 1  | Lauf 1 | Lauf 2  | Lauf 2 | Gesamt      |
| Rang | Bob                                              | Zeit    | Rang   | Zeit    | Rang   | Zeit        |
| ---- | ------------------------------------------------ | ------- | ------ | ------- | ------ | ----------- |
| 1    | Schweiz Reto Götschi Guido Acklin                | 53,09 s | 1      | 53,02 s | 1      | 1:46,11 min |
| 2    | Deutschland Christoph Langen Olaf Hampel         | 53,23 s | 2      | 53,33 s | 4      | 1:46,56 min |
| 3    | Italien Günther Huber Antonio Tartaglia          | 53,45 s | 4      | 53,23 s | 2      | 1:46,68 min |
| 4    | Deutschland Sepp Dostthaler Markus Platzer       | 53,44 s | 3      | 53,30 s | 3      | 1:46,74 min |
| 5    | Deutschland Dirk Wiese Marco Jakobs              | 53,64 s | 6      | 53,35 s | 5      | 1:46,99 min |
| 6    | Russland Pawel Schtscheglowski Konstantin Diomin | 53,61 s | 5      | 53,49 s | 7      | 1:47,10 min |
| 7    | Lettland Sandis Prūsis Jānis Elsiņš              | 53,68 s | 7      | 53,44 s | 6      | 1:47,12 min |
| 8    | Schweiz Christian Reich Cédric Grand             | 53,70 s | 8      | 53,54 s | 9      | 1:47,24 min |
| 9    | Italien Fabrizio Tosini Stefano Berlotto         | 53,78 s | 9      | 53,49 s | 7      | 1:47,27 min |
| 10   | Frankreich Bruno Thomas Christophe Fouquet       | 53,86 s | 10     | 53,65 s | 10     | 1:47,51 min |
| 11   | Österreich Hannes Conti Gerhard Haidacher        | 53,86 s | 10     | 53,74 s | 11     | 1:47,60 min |
| 12   | Österreich Manfred Maier Gerd Habermüller        | 53,92 s | 13     | 53,85 s | 13     | 1:47,77 min |
| 13   | Schweiz Marcel Rohner Markus Wasser              | 53,91 s | 12     | 53,92 s | 15     | 1:47,83 min |
| 14   | Tschechien Pavel Puškár Jan Kobián               | 54,11 s | 20     | 53,74 s | 11     | 1:47,85 min |
| 15   | Norwegen Arnfinn Kristiansen Stian Jørn Dahl     | 53,96 s | 17     | 53,95 s | 16     | 1:47,91 min |
| 16   | Österreich Gerhard Rainer Martin Kerbler         | 53,95 s | 16     | 53,99 s | 18     | 1:47,94 min |
| 17   | Italien Silvio Calcagno Massimiliano Rota        | 53,93 s | 15     | 54,05 s | 20     | 1:47,98 min |
| 18   | Großbritannien Sean Olsson Lenny Paul            | 54,16 s | 22     | 53,87 s | 14     | 1:48,03 min |
| 19   | Frankreich Éric Alard Éric Le Chanony            | 53,92 s | 13     | 54,13 s | 22     | 1:48,05 min |
| 20   | Niederlande Rob Geurts Marcel Welten             | 54,08 s | 19     | 54,03 s | 19     | 1:48,11 min |
| 21   | Niederlande Arend Glas Frank van den Berg        | 54,14 s | 21     | 54,09 s | 21     | 1:48,23 min |
| 22   | Lettland Rodžers Lodziņš Māris Rozentāls         | 54,50 s | 24     | 53,95 s | 16     | 1:48,45 min |
| 23   | Großbritannien Neil Scarisbrick Eric Sekwalor    | 54,04 s | 18     | 54,43 s | 25     | 1:48,47 min |
| 24   | Monaco Gilbert Bessi Thibault Giraud             | 54,26 s | 23     | 54,36 s | 23     | 1:48,62 min |
| 25   | Norwegen Roger Ruud Dagfinn Aarskog              | 54,67 s | 25     | 54,37 s | 24     | 1:49,04 min |
| 26   | Rumänien Florian Enache Mihai Dumitrașcu         | 54,67 s | 25     | 54,44 s | 26     | 1:49,11 min |
| 27   | Irland Jeff Pamplin Terry Mc Hugh                | 55,33 s | 27     | 55,47 s | 27     | 1:50,80 min |
| 28   | Griechenland Gregory Sebald John-Andrew Kambanis | 55,43 s | 28     | 55,63 s | 28     | 1:51,06 min |
| 29   | Norwegen Pete Donohoe Simon Linscheid            | 55,92 s | 29     | 55,65 s | 29     | 1:51,57 min |
| -    | Tschechien Jiří Džmura Pavel Polomský            | DNS     | DNS    | DNS     | DNS    | DNS         |

## Viererbob Männer
Bei der Entscheidung im großen Bob gab es einen Rennausgang, der so im Vorfeld nicht unbedingt erwartet worden war. Nachdem der Altenberger Harald Czudaj, immerhin noch amtierender Olympiasieger von Lillehammer, seine besten Zeiten schon hinter sich zu haben schien, trumpfte er in der Saison 1997/98 nochmals auf. Mit einem Weltcupsieg in La Plagne hatte der sächsische Viererbob-Spezialist seine Olympianominierung für Nagano schon in der Tasche. Zudem war er eine Woche zuvor im sauerländischen Winterberg Deutscher Meister im großen Schlitten geworden. Nun legte Czudaj auf der für ihn an sich recht kurzen Bahn im ersten Lauf die beste Fahrt hin, allerdings mit nur einer Hundertstel Rückstand dicht gefolgt vom österreichischen Bob mit Pilot Hubert Schösser, dessen beste Zeiten auch schon eine Weile zurücklagen. Titelchancen hatte ebenfalls noch Christoph Langen mit nur sechs Hundertsteln Rückstand auf Czudaj, mit einem Abstand von 16 Hundertstel auf den Führenden hatte der Schweizer Marcel Rohner zumindest Medaillenchancen. Überraschend stark zeigte sich auch der britische Bob mit Pilot Sean Olsson, der nach dem ersten Lauf auf dem fünften Platz lag, aber durchaus auch noch Medaillenchancen hatte. Im zweiten Lauf fuhr Czudaj erneut Bestzeit und sicherte sich somit den Titel, während die Konkurrenten teilweise um ihre Plätze bangen mussten. Vor allem der britische Bob sorgte mit der drittbesten Zeit im zweiten Lauf nochmal für Aufregung, aber die Abstände waren letztlich zu groß, um noch beim Kampf um die Medaillen mitreden zu können. So sicherte sich am Ende Hubert Schösser mit Silber seine letzte internationale Medaille, Christoph Langen gewann Bronze. Titelverteidiger Reto Götschi, im Zweier noch Europameister geworden, belegte einen eher enttäuschen  11. Platz.
| 1  | Deutschland Harald Czudaj Torsten Voss Steffen Görmer Alexander Szelig                   | 51,66 s | 1   | 51,96 s | 1   | 1:43,62 min |     |     |
| 2  | Österreich Hubert Schösser Peter Leismüller Erwin Arnold Martin Schützenauer             | 51,67 s | 2   | 52,08 s | 2   | 1:43,75 min |     |     |
| 3  | Deutschland Christoph Langen Markus Zimmermann Kai-Uwe Kohlert Olaf Hampel               | 51,74 s | 3   | 52,14 s | 4   | 1:43,88 min |     |     |
| 4  | Schweiz Marcel Rohner Markus Nüssli Thomas Schreiber Roland Tanner                       | 51,82 s | 4   | 52,16 s | 5   | 1:43,98 min |     |     |
| 5  | Großbritannien Sean Olsson Dean Ward Courtney Rumbolt Paul Attwood                       | 51,90 s | 5   | 52,10 s | 3   | 1:44,00 min |     |     |
| 6  | Lettland Sandis Prūsis Egils Bojārs Jānis Ozols Jānis Elsiņš                             | 51,98 s | 6   | 52,28 s | 6   | 1:44,26 min |     |     |
| 7  | Deutschland Dirk Wiese Michael Liekmeier Marco Jakobs Sven Peter                         | 51,99 s | 7   | 52,33 s | 8   | 1:44,32 min |     |     |
| 8  | Schweiz Christian Reich Steve Anderhub Thomas Handschin Cédric Grand                     | 52,13 s | 8   | 52,37 s | 9   | 1:44,50 min |     |     |
| 8  | Österreich Kurt Einberger Thomas Bachler Michael Müller Georg Kuttner                    | 52,20 s | 9   | 52,30 s | 7   | 1:44,50 min |     |     |
| 10 | Frankreich Bruno Mingeon Michel André Éric Le Chanony Max Robert                         | 52,22 s | 10  | 52,53 s | 13  | 1:44,75 min |     |     |
| 11 | Schweiz Reto Götschi Guido Acklin Daniel Giger Beat Seitz                                | 52,30 s | 11  | 52,48 s | 11  | 1:44,78 min |     |     |
| 12 | Norwegen Arnfinn Kristiansen Peter Kildahl Dagfinn Aarskog Jorn-Stian Dahl               | 52,42 s | 14  | 52,47 s | 10  | 1:44,89 min |     |     |
| 13 | Italien Fabrizio Tosini Andrea Pais de Libera Massimiliano Rota Stefano Bellotto         | 52,38 s | 13  | 52,52 s | 12  | 1:44,90 min |     |     |
| 14 | Tschechien Pavel Puškár Peter Kondrat Pavel Polomský Jan Kobián                          | 52,35 s | 12  | 52,59 s | 14  | 1:44,94 min |     |     |
| 15 | Russland Pawel Schtscheglowski Alexei Seliwerstow Wladislaw Possedkin Konstatin Diomin   | 52,61 s | 15  | 52,67 s | 16  | 1:45,28 min |     |     |
| 16 | Italien Günther Huber Antonio Tartaglia Silvio Calcagno Marco Menchini                   | 52,66 s | 16  | 52,67 s | 16  | 1:45,33 min |     |     |
| 17 | Österreich Wolfgang Stampfer Gerd Habermüller Gerhard Haidacher Klaus Seelos             | 52,83 s | 17  | 52,63 s | 15  | 1:45,46 min |     |     |
| 18 | Großbritannien Robert Pope Lee Johnston Chris Symmonds Eric Sekwalor                     | 52,89 s | 18  | 53,30 s | 19  | 1:46,19 min |     |     |
| 19 | Niederlande Arend Glas Lino Ottenhof Frank van den Berg Edward Cyrus                     | 53,15 s | 20  | 53,21 s | 18  | 1:46,36 min |     |     |
| 20 | Lettland Rodžers Lodziņš Gunars Bumbulis Kaspars Rullis Māris Rozentāls                  | 53,00 s | 19  | 53,42 s | 20  | 1:46,42 min |     |     |
| 21 | Monaco Gilbert Bessi Jean-François Calmes Patrice Servelle Loic Rubio                    | 53,35 s | 22  | 53,43 s | 21  | 1:46,78 min |     |     |
| 22 | Monaco Albert Grimaldi Franck Nicolas Thibault Giraud Alain Mendonca                     | 53,34 s | 21  | 53,45 s | 22  | 1:46,79 min |     |     |
| 23 | Rumänien Florian Enache Daniel Pacioianu Marian Chițescu Mihai Dumitrașcu                | 53,42 s | 23  | 53,60 s | 23  | 1:47,02 min |     |     |
| 24 | Irland Jeff Pamplin Simon Linscheid Gary Power Terry Mc Hugh                             | 53,93 s | 25  | 54,01 s | 24  | 1:47,94 min |     |     |
| -  | Frankreich Bruno Thomas Jose Morisseau Georges Ravier Christophe Fouquet                 | 53,46 s | 24  | DNS     | DNS | DNS         | DNS | DNS |
| -  | Griechenland Gregory Sebald John-Andrew Kambanis Peter Kolotouros Tasos Papakonstantinou | DNF     | DNF | DNF     | DNF | DNF         |     |     |

## Medaillenspiegel
| Platz | Nation      | Gold | Silber | Bronze |
| ----- | ----------- | ---- | ------ | ------ |
| 1     | Schweiz     | 1    | 2      | —      |
| 2     | Deutschland | 1    | —      | 2      |
| 3     | Österreich  | —    | —      | 1      |